# Association américaine de hockey
Pour les articles homonymes, voir AHA.
L'Association américaine de hockey (en anglais American Hockey Association ou abrégée AHA) est une ligue mineure de hockey professionnel qui opéra de 1926 à 1942 aux États-Unis et au Canada.

## Historique
Elle est créée en 1926 par Alvin Warren, propriétaire des Saints de Saint-Paul, qui en devient le président ; William Grant, propriétaire des Hornets de Duluth qui prend le poste de secrétaire ; Paul Loudon des Millers de Minneapolis et William Holmes, propriétaire de l'unique franchise canadienne de la ligue, les Maroons de Winnipeg. Il s'agit de la continuité de la Central Hockey League qui n'exista que pour une saison et où ces quatre franchises évoluaient précédemment. Deux autres franchises participent également aux débuts de l'AHA : les Greyhounds de Détroit et les Cardinals de Chicago d'Eddie Livingstone.
En 1927, les dirigeants de la ligue, désireux de signer une entente inter-ligue avec la Ligue nationale de hockey, sont contraints de se séparer des Cardinals de Chicago en raison des désaccords passés entre Livingstone et la LNH dont le président Frank Calder ne veut pas entendre parler.
En 1930, la ligue approuve la création d'une nouvelle franchise, les Shamrocks de Chicago, propriété de James E. Norris se positionnant ainsi sur le même marché que la LNH. La ligue prend le nouveau nom d'American Hockey League et implante une autre franchise à Buffalo, violant ainsi les accords avec la LNH. Calder déclare alors cette ligue illégale et refuse la possibilité à tout joueur de la ligue américaine de jouer dans la LNH.
Après deux saisons d'opposition avec la LNH, la ligue signe un nouvel accord à l'été 1932 avec la LNH, retrouvant son statut de ligue mineure et doit se séparer des Shamrocks qui cessent leurs activités malgré leur victoire en championnat la saison précédente. La ligue reprend également son nom original d'association américaine de hockey.
À la fin de la saison 1942, la ligue vote sa dissolution sous la présidence de Lyle Wright des Knights d'Omaha. Elle renaît en 1945 sous la nouvelle appellation de United States Hockey League.

## Franchises
La liste suivante reprend les différentes franchises ayant participé au championnat de l'AHA.
| Franchise                   | Saisons                                               | Note                                                                                    |
| --------------------------- | ----------------------------------------------------- | --------------------------------------------------------------------------------------- |
| Americans de Kansas City    | 1940-1941 à 1941-1942                                 |                                                                                         |
| Blue Jays de Wichita        | 1932-1933                                             | Saison commencée sous le nom de Hornets de Duluth                                       |
| Cardinals de Chicago        | 1926-1927                                             |                                                                                         |
| Flyers de Saint-Louis       | 1928-1929 à 1941-1942                                 |                                                                                         |
| Greyhounds de Détroit       | 1926-1927                                             |                                                                                         |
| Greyhounds de Kansas City   | 1933-1934 à 1939-1940                                 |                                                                                         |
| Greyhounds de Saint Paul    | 1932-1933                                             |                                                                                         |
| Hornets de Duluth           | 1926-1927 à 1932-1933                                 | Terminent la saison 1932-1933 sous le nom de Blue Jays de Wichita                       |
| Indians de Tulsa            | 1933-1934                                             |                                                                                         |
| Knights d'Omaha             | 1939-1940 à 1941-1942                                 | Intègrent l'USHL en 1945                                                                |
| Americans/Majors de Buffalo | 1930-1931 à 1931-1932                                 |                                                                                         |
| Maroons de Winnipeg         | 1926-1927 à 1927-1928                                 |                                                                                         |
| Millers de Minneapolis      | 1926-1927 à 1930-1931 1936-1937 à 1941-1942           | Intègrent l'USHL en 1945                                                                |
| Oilers de Tulsa             | 1928-1929 à 1941-1942                                 | Saison 1932-1933 commencée sous le nom de Saints de Saint-Paul Intègrent l'USHL en 1945 |
| Pla-Mors de Kansas City     | 1927-1928 à 1932-1933                                 | Intègrent l'USHL en 1945                                                                |
| Rangers de Fort Worth       | 1941-1942                                             | Intègrent l'USHL en 1945                                                                |
| Saints de Saint-Paul        | 1926-1927 à 1929-1930 1932-1933 1935-1936 à 1941-1942 | Terminent la saison 1932-1933 sous le nom de Oilers de Tulsa Intègrent l'USHL en 1945   |
| Shamrocks de Chicago        | 1930-1931 à 1931-1932                                 |                                                                                         |
| Skyhawks de Wichita         | 1935-1936 à 1939-1940                                 |                                                                                         |
| Texans de Dallas            | 1941-1942                                             | Intègrent l'USHL en 1945                                                                |
| Vikings de Wichita          | 1933-1934                                             |                                                                                         |
| Warriors de Minneapolis     | 1935-1936                                             |                                                                                         |
| Warriors d'Oklahoma City    | 1933-1934 à 1935-1936                                 |                                                                                         |

## Saisons
Le trophée Harry F. Sinclair Trophy était remis au vainqueur de la saison.
| Saison    | Nombre d'équipes | Champion                  | Meilleur pointeur                                                          | Meilleur gardien                                                     |
| --------- | ---------------- | ------------------------- | -------------------------------------------------------------------------- | -------------------------------------------------------------------- |
| 1926-1927 | 6                | Hornets de Duluth         | Cecil Browne (Maroons de Winnipeg)                                         | Vern Turner (Hornets de Duluth)                                      |
| 1927-1928 | 5                | Millers de Minneapolis    | Vic Desjardins (Saints de Saint-Paul)                                      | Vern Turner (Hornets de Duluth)                                      |
| 1928-1929 | 6                | Oilers de Tulsa           | Duke Keats (Oilers de Tulsa) Tom Cook (Oilers de Tulsa)                    | Harold Winkler (Millers de Minneapolis)                              |
| 1929-1930 | 6                | Pla-Mors de Kansas City   | Larry Goyer (Flyers de Saint-Louis)                                        | Paddy Byrne (Greyhounds de Kansas City)                              |
| 1930-1931 | 7                | Oilers de Tulsa           | Gord Brydson (Shamrocks de Chicago)                                        | Paddy Byrne (Greyhounds de Kansas City)                              |
| 1931-1932 | 6                | Shamrocks de Chicago      | Eddie Wiseman (Shamrocks de Chicago)                                       | Sam Levine (Greyhounds de Kansas City)                               |
| 1932-1933 | 4                | Pla-Mors de Kansas City   | Jack Leswick (Hornets de Duluth)                                           | Mike Karakas (Flyers de Saint-Louis)                                 |
| 1933-1934 | 5                | Greyhounds de Kansas City | Pat Paddon (Flyers de Saint-Louis)                                         | Edward Murray (Flyers de Saint-Louis)                                |
| 1934-1935 | 4                | Flyers de Saint-Louis     | Alex McPherson (Flyers de Saint-Louis) Oscar Hanson (Saints de Saint-Paul) | Mike Karakas (Oilers de Tulsa) Oscar Almquist (Saints de Saint-Paul) |
| 1935-1936 | 6                | Flyers de Saint-Louis     | Oscar Hanson (Saints de Saint-Paul)                                        | Herb Nelson (Warriors d'Oklahoma City/Minneapolis)                   |
| 1936-1937 | 6                | Millers de Minneapolis    | Oscar Hanson (Flyers de Saint-Louis)                                       | Edward Murray (Greyhounds de Kansas City)                            |
| 1937-1938 | 6                | Flyers de Saint-Louis     | George Patterson (Millers de Minneapolis)                                  | Herb Nelson (Flyers de Saint-Louis)                                  |
| 1938-1939 | 6                | Flyers de Saint-Louis     | Oscar Hanson (Millers de Minneapolis)                                      | Herb Nelson (Flyers de Saint-Louis)                                  |
| 1939-1940 | 7                | Knights d'Omaha           | Fred Hergert (Flyers de Saint-Louis)                                       | John Mowers (Knights d'Omaha)                                        |
| 1940-1941 | 6                | Flyers de Saint-Louis     | Ron Hudson (Knights d'Omaha)                                               | Alex Wood (Flyers de Saint-Louis)                                    |
| 1941-1942 | 8                | Knights d'Omaha           | Bert Peer (Rangers de Fort Worth)                                          | Ben Grant (Saints de Saint-Paul)                                     |